# Langues des Salomon du Sud-Est
Les langues des Salomon du Sud-Est (en anglais Southeast Solomonic) sont des langues austronésiennes et constituent un des sous-groupes des langues océaniennes.

## Classification

### Place parmi les langues océaniennes
Les langues des Salomon du Sud-Est sont rattachées par Lynch, Ross et Crowley à l'océanien central-oriental, un groupe de premier niveau dans la classification des langues océaniennes de Lynch, Ross et Crowley. Les deux autres groupes classés à ce niveau sont les langues des îles de l'Amirauté et les langues océaniennes occidentales.
Ces langues forment une famille.

### Caractéristiques du groupe
Les langues des Salomon du Sud-Est partagent certaines innovations phonologiques par rapport au proto-océanien. La principale étant la fusion du proto-océanien * l avec * R.

### Classification interne
Traditionnellement la famille est divisée en deux sous-groupes. Lynch, Ross et Crowley en proposent une vision plus affinée :
- bugotu-gela-guadalcanal
  - bugotu
  - gela-guadalcanal
    - gelique: gela et lengo
    - guadalcanal Sud et guadalcanal Ouest
- longgu-malaita-makira
  - longgu
  - malaita-makira
    - sa’a, ulawa et uki
    - makira
    - malaita (es)
      - ’are’are, oroha, marau
      - malaita central et malaita Nord

## Sources
- (en) Lynch, John; Malcolm Ross et Terry Crowley, The Oceanic Languages, Curzon Language Family Series, Richmond: Curzon Press, 2002,  (ISBN 0-7007-1128-7)